# Esther Ralston
Esther Ralston (17 de setembro de 1902 — 14 de janeiro de 1994) foi uma atriz de cinema estadunidense que iniciou sua carreira na era do cinema mudo, alcançando a era sonora, e que atuou em 107 filmes entre 1916 e 1962.

## Biografia
Ralston nasceu Esther Worth em Bar Harbor, Maine. Ela era irmã mais velha do ator Howard Ralston, que também atuou na era muda, mas não conseguiu o mesmo sucesso da irmã. Ela começou sua carreira na infância, aos 2 anos de idade, em uma família do vaudeville conhecida como "The Ralston Family with Baby Esther, America's Youngest Juliet", onde ela atuava ao lado de 4 irmãos. Posteriormente, ela atuou em vários filmes mudos, incluindo uma atuação ao lado de seu irmão na adaptação de 1920 de Huckleberry Finn. Ralston ganhou atenção como Mrs. Darling no filme de 1924 Peter Pan.
No fim dos anos 1920, atuou em filmes para a Paramount, ganhando popularidade, especialmente no Reino Unido. A grande maioria desses filmes era comédia, atuando como garotas da sociedade, mas também teve sucesso em papéis dramáticos. No auge da carreira era conhecida como “The American Venus”, assim chamada por Florenz Ziegfeld Jr., principalmente depois que atuou no filme de mesmo nome, em 1926.
Apesar de ter feito uma transição satisfatória para os filmes sonoros, a partir dos anos 1930 passou a atuar em papéis secundários, sendo que seu último papel de destaque foi em To the Last Man, em 1933, dirigido por Raoul Walsh e estrelado por Randolph Scott. Seu último filme foi em 1940, Tin Pan Alley, retirando-se do cinema, porém continuou a atuar no teatro e no radio, incluindo entre esses Woman of Courage. Nos anos 1950 voltou às telas, em papéis em series de televisão, tais como Kraft Television Theatre e Tales of Tomorrow. Em 1962, ela atuou no papel principal no drama curta-metragem Our Five Daughters, seu último trabalho.
Em 1985, Ralston lançou sua autobiografia, Some Day We'll Laugh.

## Teatro
Principais peças em que atuou:
- 1921, "Cheating Cheaters" in San Diego, CA
- 1921, "The Taming of the Shrew" no Hollywood Bowl, Hollywood, CA, como Bianca
- 1921, "A Midsummer Night's Dreamn" no Hollywood Bowl, Hollywood, CA, como Titania
- 1936, "Accent on Youth", Chicago Civic Opera, Chicago, IL
- 1936, "Petticoat Fever", Chicago Civic Opera, Chicago, IL
- 1936, "The Night of January 16th", Albany, NY
- 1974, "Arsenic and Old Lace" no Towers Theater, Lake George, NY

## Vida pessoal
O primeiro casamento de Ralston foi com o showman George Webb, em 1926.O casal teve uma filha, Mary Esther, e se divorciou em 1934. Em 1935, Ralston casou com o ator Will Morgan, de quem se divorciou em 1938. Ralston casou depois com o anunciante de radio e colunista Ted Lloyd em 6 de agosto de 1939, em Greenwich, Connecticut. O casal teve dois filhos, Judy (nascida em 1942) e Ted, Jr. (nascido em 1943), e se divorciou em 1954.
Algumas fontes citam que Ralston foi casada com o ator Van Heflin, de 1934 a 1936.
O músico Bob Ralston é seu sobrinho, filho de seu irmão Bradford Ralston.

## Morte
Ralston morreu em 14 de Janeiro de 1994, de infarto agudo do miocárdio, aos 94 anos, em sua casa em Ventura, Califórnia. Foi cremada e suas cinzas entregues aos parentes.
Por sua contribuição para o cinema, Ether Ralston tem uma estrela no [Hollywood Walk of Fame, no 6664 Hollywood Boulevard.

## Filmografia parcial

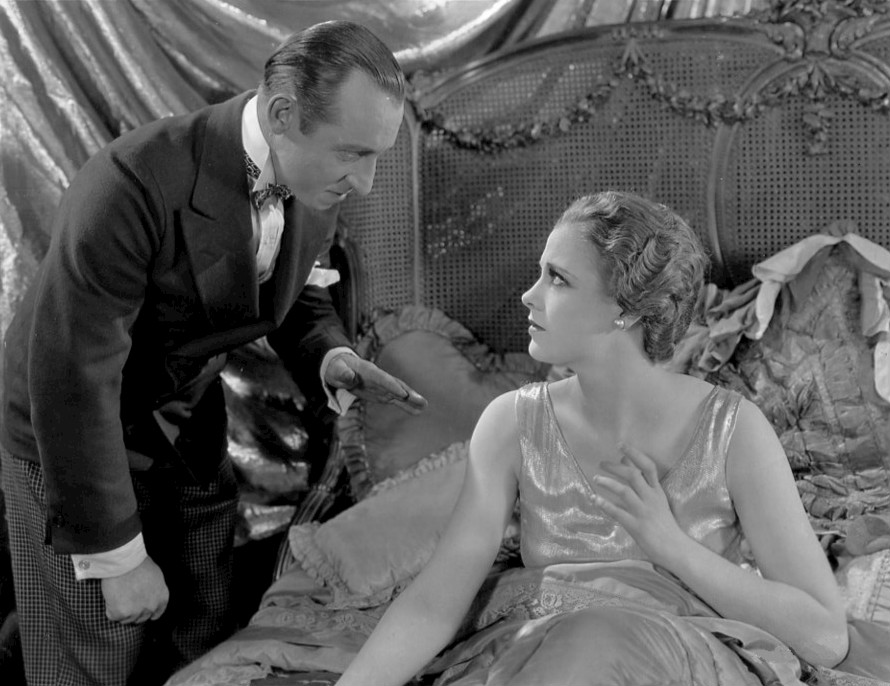
Raymond Hatton e Esther Ralston no filme de 1927 Fashions for Women.

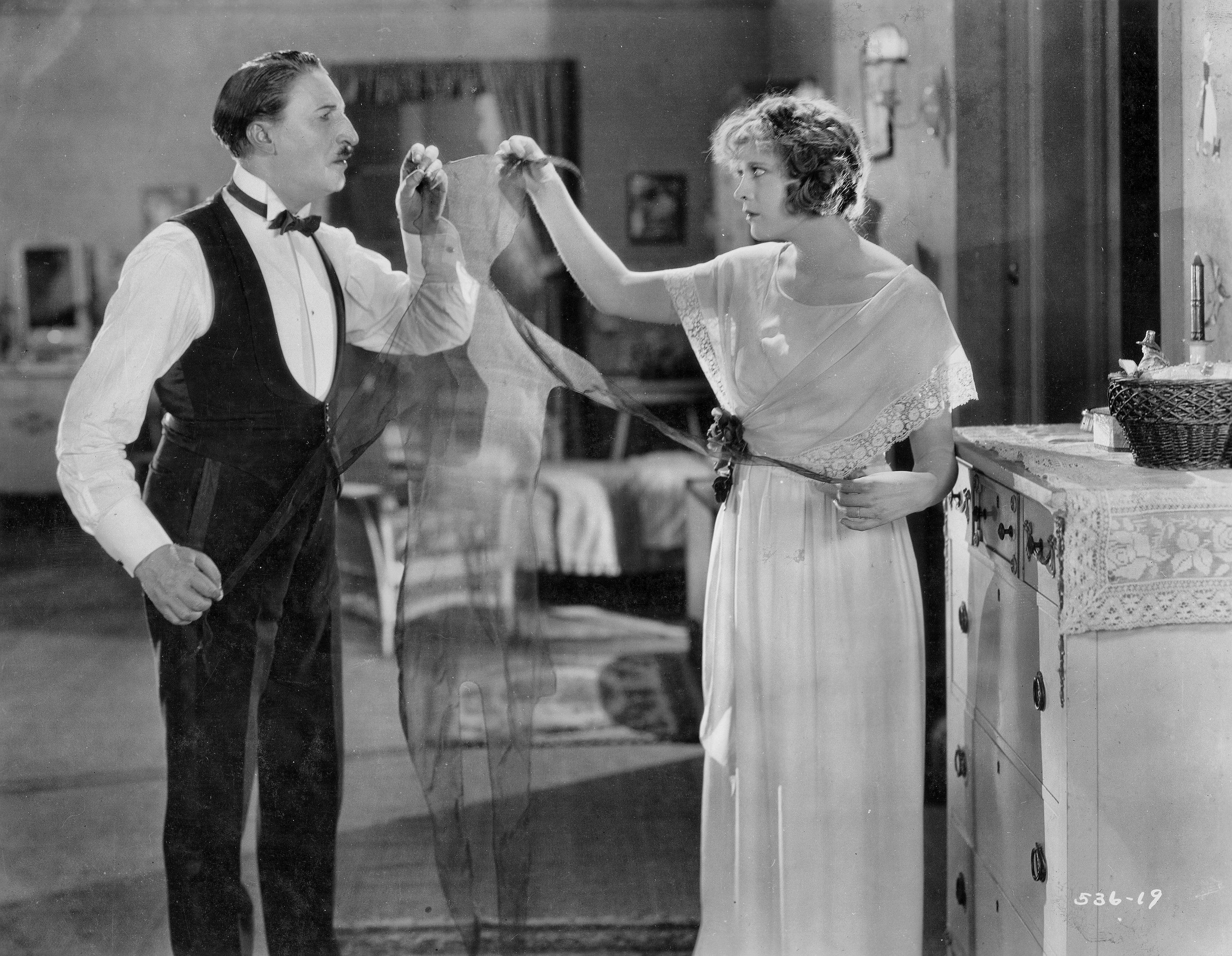
Mr. e Mrs. Darling (Cyril Chadwick e Esther Ralston) descobrem a sombra de Peter Pan no filme "Peter Pan" (1924). "Photo courtesy Orange County Archives".

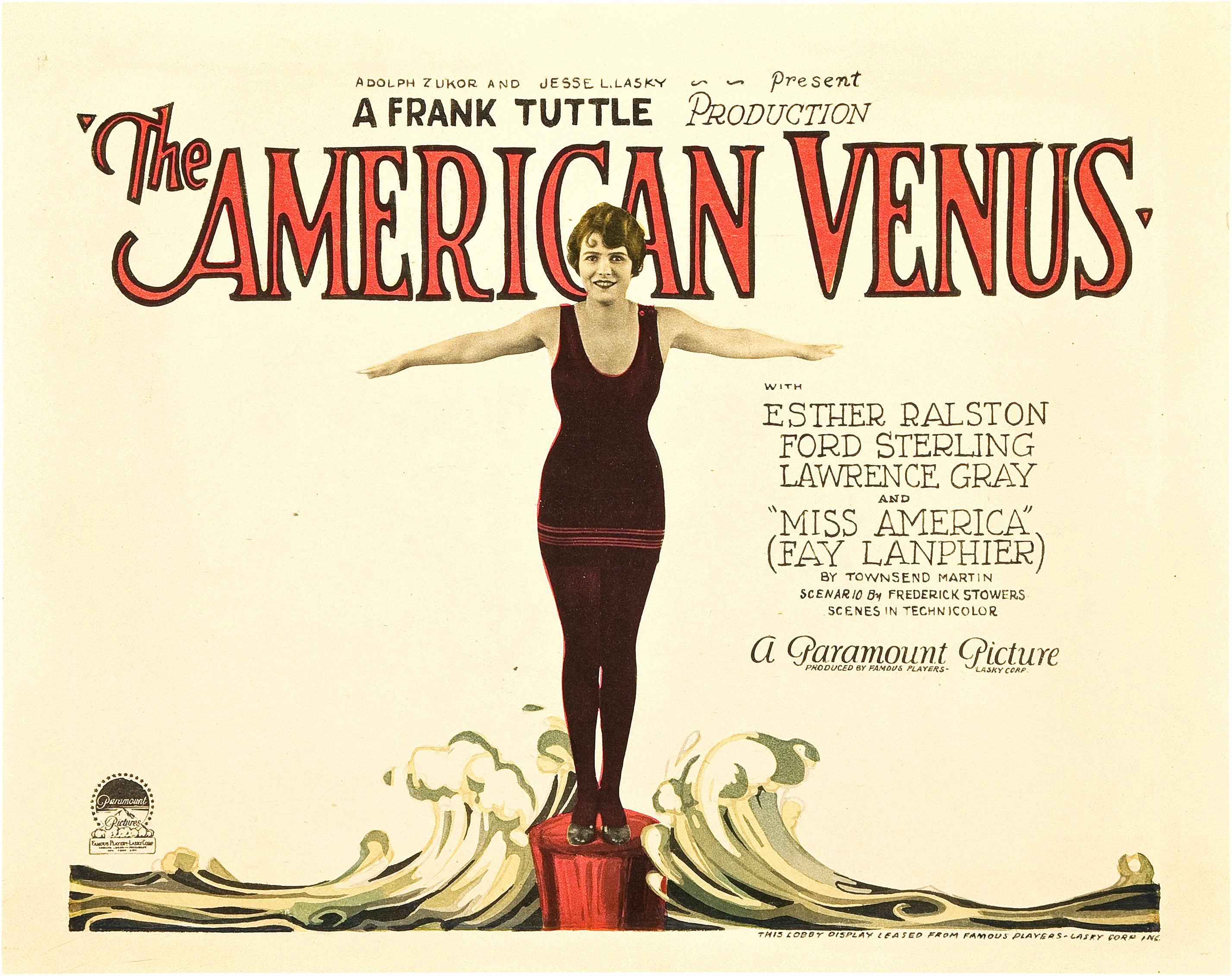
Card apresentando Esther Ralston no filme “The American Venus”, em 1926.

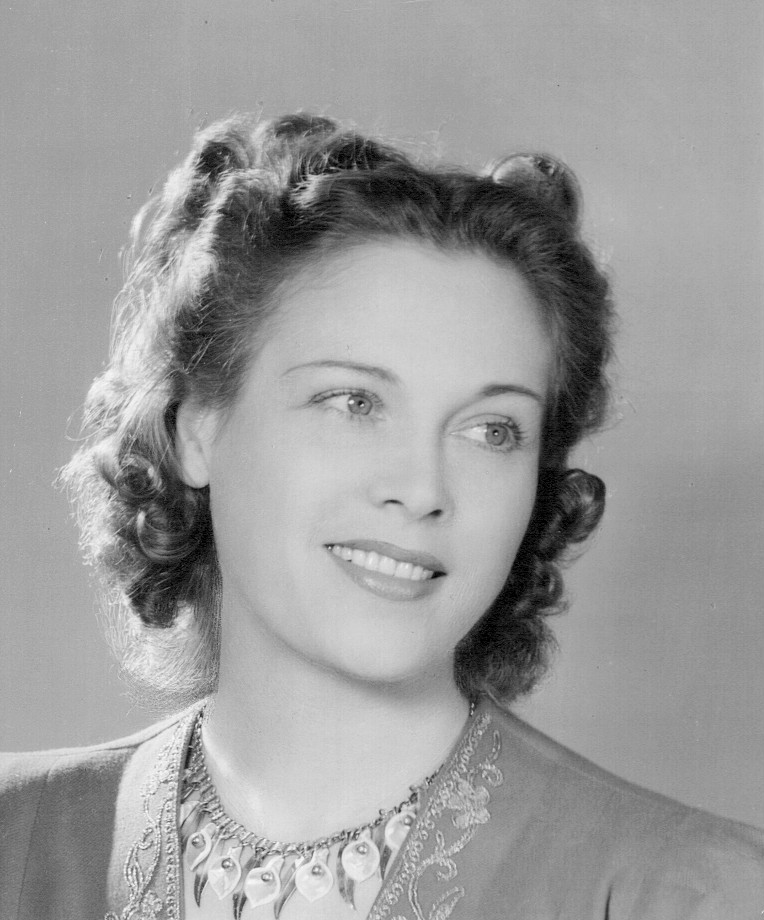
Esther Ralston na época do drama de radio Portia Faces Life, em 1941.

| Ano  | Título                   | Papel                    | Notas                                |
| ---- | ------------------------ | ------------------------ | ------------------------------------ |
| 1915 | The Deep Purple          | Extra, como um anjo.     | Não-creditada, foi seu 1º filme.     |
| 1918 | For Husbands Only        | Ponta                    | Não-creditada Filme perdido          |
| 1920 | Huckleberry Finn         | Mary Jane Wilks          |                                      |
| 1921 | The Kid                  | Extra na cena do paraíso | Não-creditada                        |
| 1922 | The Lone Hand            |                          |                                      |
| 1922 | Oliver Twist             | Rose Maylie              |                                      |
| 1923 | The Prisoner             | Marie                    |                                      |
| 1923 | The Phantom Fortune      | Mary Rogers              | Seriado                              |
| 1923 | Blinky                   | Mary Lou Kileen          |                                      |
| 1923 | The Wild Party           | Bess Furth               |                                      |
| 1924 | The Marriage Circle      | Miss Hofer               |                                      |
| 1924 | Wolves of the North      | Madge Chester            | Seriado                              |
| 1924 | Peter Pan                | Mrs. Darling             |                                      |
| 1925 | A Kiss for Cinderella    | Fairy Godmother          |                                      |
| 1925 | The Best People          | Alice O'Neil             | Filme perdido                        |
| 1926 | The American Venus       | Mary Gray                | Filme perdido                        |
| 1926 | Old Ironsides            | Esther                   |                                      |
| 1927 | Children of Divorce      | Jean Waddington          |                                      |
| 1927 | Ten Modern Commandments  | Donna Latour             | Filme perdido                        |
| 1928 | Love and Learn           | Nancy Blair              | Filme perdido                        |
| 1929 | The Case of Lena Smith   | Lena Smith               | Curta-metragem Perdido               |
| 1929 | Betrayal                 | Vroni                    | Filme perdido                        |
| 1929 | The Wheel of Life        | Ruth Dangan              |                                      |
| 1931 | Lonely Wives             | Madeline Smith           |                                      |
| 1932 | Rome Express             | Asta Marvelle            |                                      |
| 1932 | After the Ball           | Elissa Strange           |                                      |
| 1933 | To the Last Man          | Ellen Colby              | Título alternativo: Law of Vengeance |
| 1933 | By Candlelight           | Baronesa von Ballin      |                                      |
| 1934 | Sadie McKee              | Dolly Merrick            |                                      |
| 1934 | The Marines Are Coming   | Dorothy Manning          |                                      |
| 1935 | Ladies Crave Excitement  | Miss Winkler             |                                      |
| 1935 | Shadows of the Orient    | Viola Avery              |                                      |
| 1935 | Streamline Express       | Elaine Vincent           |                                      |
| 1936 | Hollywood Boulevard      | Flora Moore              |                                      |
| 1936 | Reunion                  | Janet Fair               |                                      |
| 1936 | We're in the Legion Now! | Louise Rillette          |                                      |
| 1937 | As Good as Married       | Miss Danforth            |                                      |
| 1937 | Jungle Menace            | Valerie Shield           | Seriado, Capítulos 1,3,6,7,15        |
| 1937 | The Mysterious Pilot     | Vivian McNain            | Seriado, Capítulos 10-11             |
| 1938 | Letter of Introduction   | Mrs. Sinclair            | Não-creditada                        |
| 1938 | Slander House            | Ruth De Milo             |                                      |
| 1940 | Tin Pan Alley            | Nora Bayes               |                                      |

| Ano  | Título                      | Papel         | Notas                                 |
| ---- | --------------------------- | ------------- | ------------------------------------- |
| 1952 | Kraft Television Theatre    |               | Episódio: "September Tide"            |
| 1952 | Tales of Tomorrow           | The Collector | Episódio: "All the Time in the World" |
| 1953 | Broadway Television Theatre | Mrs. Bancroft | Episódio: "The Noose"                 |
| 1962 | Our Five Daughters          | Helen Lee     |                                       |